# Oruma
Die Sprache Oruma (ISO 639-3 ist orr) ist eine ijoide Sprache der Niger-Kongo-Sprachfamilie und bildet mit der Sprache Okodia die Sprachgruppe der Ijo-Sprachen.
Im Jahre 1995 sprachen etwa 5000 Menschen die Sprache Oruma, und zwar im nigerianischen Bundesstaat Bayelsa in dem Lokalen Regierungsareal Ogbia und in den Städten Oruma und Ibelebiri. Die Sprecherzahl ist sinkend, da die aufgrund des Amtssprachenstatus prestigeträchtigere Sprache Englisch zumeist als Muttersprache übernommen wird.